# Lamborghini Sesto Elemento
La Sesto Elemento est une supercar non homologuée pour la route, et initialement un concept car, du constructeur automobile italien Lamborghini qui a produit 20 exemplaires officiellement à travers le monde.

## Présentation
Son nom Sesto Elemento («sixième élément» en italien) fait référence au numéro atomique du carbone dont elle est en grande partie composée.
La Sesto Elemento est officiellement présentée au Mondial de l'automobile de Paris 2010. La base mécanique est issue de la Gallardo LP570-4 Superleggera.
Elle est en grande partie réalisée par une nouvelle technologie de fibre de carbone-plastique développée par Lamborghini et Boeing, la Sesto Elemento ne pèse que 999 kg. Elle accélère, grâce à son V10 de 570 ch, de 0 à 100 km/h en 2,5 secondes.
Si la voiture n'est pas prévue pour un usage routier, Lamborghini en réalise vingt exemplaires en 2013 destinés à une utilisation sur circuit. Cependant, Il est largement admis que Lamborghini n'a produit que 10 exemplaires, plutôt que les 20 initialement prévus. Cette situation est corroborée par les registres des numéros d'identification des véhicules, mais n'a pas été admis publiquement par Lamborghini.
Elle avait été la voiture de chez Lamborghini la plus chère jamais fabriquée, jusqu'à ce que la Veneno soit lancée.

## Films et jeux vidéo
Une réplique de Sesto Elemento apparaît dans le film Need for Speed sorti en 2014, ainsi que dans une floppée de jeux tels que dans la série des Need For Speed (The Run, World, Hot Pursuit...), Forza (Motorsport 4, Motorsport 7, Horizon, Horizon 4...), Asphalt (7: Heat, 8: Airborne, Overdrive...), ainsi que Driveclub et Project Cars 2. Elle est également présente dans la saga Grand Theft Auto (GTA V et GTA Online) sous le nom de "Pegassi Zentorno".
Elle préfigure la Lamborghini Huracán.